# برنارد تايلور
برنارد تايلور (بالإنجليزية: Bernard Taylor) (مواليد 1957) هو ملاكم أمريكي، مثّل بلاده في الألعاب الأولمبية الصيفية 1980.

## روابط خارجية
برنارد تايلور على موقع بوكس ريك (الإنجليزية) (registration required)